# Adelognathus stelfoxi
Adelognathus stelfoxi là một loài tò vò trong họ Ichneumonidae.